# Guaminí partido
Guaminí egy partido (körzet) Argentínában a Buenos Aires tartományban. A fővárosa Guaminí.

## Települések
| - Arroyo Venado - Casbas - Garré | - Guaminí - Huanguelén - Laguna Alsina |